# Oceania Cup 2005
El Oceania Cup de 2005 fue la 2ª edición del torneo. Fue organizado por la FORU, hoy Oceania Rugby.

## Equipos participantes
- Selección de rugby de Islas Cook (Cookies)
- Selección de rugby de Islas Salomón
- Selección de rugby de Niue
- Selección de rugby de Papúa Nueva Guinea (The Pukpuks)
- Selección de rugby de Tahití (Tahiti Nui)
- Selección de rugby de Vanuatu

## Posiciones

### Grupo A
| Pos. | Equipo             | Encuentros | Encuentros | Encuentros | Encuentros | Tantos  | Tantos    | Tantos     | Puntos Totales |
| Pos. | Equipo             | jugados    | ganados    | empatados  | perdidos   | a favor | en contra | diferencia | Puntos Totales |
| ---- | ------------------ | ---------- | ---------- | ---------- | ---------- | ------- | --------- | ---------- | -------------- |
| 1    | Papúa Nueva Guinea | 2          | 2          | 0          | 0          | 142     | 10        | + 132      | 6              |
| 2    | Islas Salomón      | 2          | 1          | 0          | 1          | 27      | 57        | - 30       | 4              |
| 3    | Vanuatu            | 2          | 0          | 0          | 2          | 15      | 117       | - 102      | 0              |

#### Resultados
| 29 de julio | Vanuatu | 12 - 20 | Islas Salomón |  |  |

| 13 de agosto | Islas Salomón | 7 - 45 | Papúa Nueva Guinea |  |  |

| 20 de agosto | Papúa Nueva Guinea | 97 - 3 | Vanuatu |  |  |

### Grupo B
| Pos. | Equipo     | Encuentros | Encuentros | Encuentros | Encuentros | Tantos  | Tantos    | Tantos     | Puntos Totales |
| Pos. | Equipo     | jugados    | ganados    | empatados  | perdidos   | a favor | en contra | diferencia | Puntos Totales |
| ---- | ---------- | ---------- | ---------- | ---------- | ---------- | ------- | --------- | ---------- | -------------- |
| 1    | Islas Cook | 2          | 2          | 0          | 0          | 71      | 27        | + 44       | 6              |
| 2    | Niue       | 2          | 1          | 0          | 1          | 60      | 32        | + 28       | 5              |
| 3    | Tahití     | 2          | 0          | 0          | 2          | 30      | 102       | - 72       | 0              |

#### Resultados
| 23 de julio | Niue | 55 - 8 | Tahití |  |  |

| 30 de julio | Tahití | 22 - 47 | Islas Cook |  |  |

| 6 de agosto | Islas Cook | 24 - 5 | Niue |  |  |

## Final
| 3 de septiembre | Islas Cook | 37 - 12 | Papúa Nueva Guinea |  |  |

| 9 de septiembre | Papúa Nueva Guinea | 20 - 11 | Islas Cook |  |  |

| Bandera de Islas Cook |
| Campeón Islas Cook    |
| Primer título         |